# Owl Fisher
Owl Fisher, es una persona también conocida como Ugla Stefanía Kristjönudóttir Jónsdóttir y profesional del periodismo, cineasta y activista trans de Islandia de género no binario. Se le incluyó en la lista de las 100 mujeres de la BBC en 2019.

## Trayectoria
Como líder de la organización Trans Iceland, Fisher participó en la elaboración de legislación para ampliar los derechos de las personas trans y no binarias en Islandia. De 2015 a 2019, en colaboración con Kitty Anderson de Intersex Iceland y con legisladores islandeses, ayudaron a desarrollar la Ley de Autonomía de Género, que se aprobó en junio de 2019. Fisher criticó la versión final del proyecto de ley por eliminar las disposiciones contra las intervenciones médicas intersexuales, que originalmente formaban parte del mismo.
Fisher se trasladó al Reino Unido en 2016. Codirige un proyecto cinematográfico en curso llamado "My Genderation", que destaca las experiencias trans. Trabaja con All About Trans, una organización del Reino Unido que trabaja para mejorar la representación de las personas trans en los medios de comunicación. Ha publicado artículos en varios periódicos británicos, incluidos The Guardian, y The Independent, así como la revista lésbica DIVA. También coescribió el libro Trans Teen Survival Guide con Fox Fisher, publicado por Jessica Kingsley Publishers en 2018.